# Prêmio London Film Critics' Circle de melhor ator coadjuvante britânico
O London Film Critics' Circle de Melhor Ator Coadjuvante Britânico do Ano (no original: London Film Critics' Circle Award for British Supporting Actor of the Year) é uma condecoração anual oferecida pelo London Film Critics' Circle às melhores atuações coadjuvantes realizadas por atores britânicos.

## Vencedores

### Anos 1990
| Ano  | Vencedor        | Filme                      | Papel         |
| ---- | --------------- | -------------------------- | ------------- |
| 1997 | Rupert Everett  | My Best Friend's Wedding   | George Downes |
| 1998 | Nigel Hawthorne | The Object of My Affection | Rodney Fraser |
| 1999 | Michael Caine   | Little Voice               | Ray Say       |

### Anos 2000
| Ano  | Vencedor           | Filme                                   | Papel               |
| ---- | ------------------ | --------------------------------------- | ------------------- |
| 2000 | Albert Finney      | Erin Brockovich                         | Edward L. Masry     |
| 2001 | Paul Bettany       | A Knight's Tale                         | Geoffrey Chaucer    |
| 2002 | Kenneth Branagh    | Harry Potter and the Chamber of Secrets | Gilderoy Lockhart   |
| 2003 | Bill Nighy         | Love Actually                           | Billy Mack          |
| 2004 | Phil Davis         | Vera Drake                              | Stanley Drake       |
| 2005 | Tom Hollander      | Pride & Prejudice                       | Sr. William Collins |
| 2006 | Michael Caine      | The Prestige                            | John Cutter         |
| 2007 | Tom Wilkinson      | Michael Clayton                         | Arthur Edens        |
| 2008 | Eddie Marsan       | Happy-Go-Lucky                          | Scott               |
| 2009 | Michael Fassbender | Fish Tank                               | Connor O'Reily      |

### Anos 2010
| Ano  | Vencedor        | Filme              | Papel           |
| ---- | --------------- | ------------------ | --------------- |
| 2010 | Andrew Garfield | The Social Network | Eduardo Saverin |